# VfL Trier
VfL Trier is een Duitse sportclub uit Trier. De club ontstond als SV Trier-Süd in oktober 1935 door een fusie tussen FV Hansa 1912 Trier en SV Phönix 1913 Trier. In 1951 splitste de turnvereniging zich van de club af en zo ontstonden TG 1880 Trier en VfL Trier.
De voetbalafdeling van de club speelde van 1955 tot 1959 in de II. Division, de tweede klasse onder de Oberliga Südwest. Van 1995 tot 1998 speelde de club dan nog in de Oberliga Südwest, al was dit toen nog maar de vierde hoogste klasse. In 2012 speelde de club een galawedstrijd tegen SV Eintracht Trier 05 ter ere van het 100-jarig bestaan van de club; VfL verloor met 0:19. 